# Aloe komaggasensis
Aloe komaggasensis és una espècie vegetal del gènere Aloe dins la família de les asfodelàcies (Asphodelaceae).

## Descripció

### Característiques vegetatives
Aloe komaggasensis sol créixer solitària i sense tronc o amb un tronc curt i postrat. Les aproximadament 15 fulles, distribuïdes cap amunt, àmpliament triangulars i punxegudes formen una roseta. Les seves fulles són de color blau-verd i amb ratlles indistintes, tenen entre 30 i 45 cm de llargada i de 10 a 13 cm d'amplada. Sovint està cobert amb unes quantes taques pàl·lides. La vora de la fulla és de color blanc o groc pàl·lid i és dentada. Quan la saba de les fulles s'asseca, és de color groc ataronjat.

### Inflorescències i flors
La inflorescència és densament ramificada i arriba a una llargada de 80 a 100 cm. Els raïms més aviat densos són forts. Les bràctees triangulars tenen una llargada de 8 a 15 mm i una amplada de 2 a 6 mm. Les flors són cilíndriques, grogues o rarament taronges es troben en peduncles de 10 a 15 mm de llargada i fan 20 mm de llargada. Al nivell de l'ovari, les flors tenen un diàmetre de 4,5 mm. Els tèpals exteriors no se fusionen en una llargada de 4 mm. Els estams i l'estils amb prou feines sobresurten de la flor.

## Distribució
Aloe komaggasensis està molt estès a la província sud-africana del Cap Septentrional a l'arbust xeròfit obert als vessants de quars. L'espècie només se coneix de la localitat tipus.

## Taxonomia
Aloe komaggasensis va ser descrita per Kritz. & Jaarsveld i publicat a S. African J. Bot. 51: 287, a l'any 1985.
Etimologia
Aloe: nom genèric que deriva del grec alsos, que fa referència a l'amargor del suc de les fulles. Probablement deriva de la paraula anterior alloeh de l'àrab o de la paraula hebrea Allal, que significa 'amarg'.
komaggasensis: epítet geogràfic que fa referència a l'aparició de l'espècie Komaggas a Sud-àfrica.
Sinonímia
- Aloe striata subsp. komaggasensis (Kritz. & Jaarsveld) Glen & D.S.Hardy, S. African J. Bot. 53: 491 (1987).[4]